# 吉胡埃洛
吉胡埃洛，是西班牙卡斯蒂利亚-莱昂萨拉曼卡省的一个市镇。 总面积63平方公里，总人口5162人（2001年），人口密度82人/平方公里。